# Powiat Łowicki
Der Powiat Łowicki ist ein Powiat (Kreis) in der polnischen Woiwodschaft Łódź. Der Powiat hat eine Fläche von 987,13 km², auf der 82.000 Einwohner leben.

## Gemeinden
Der Powiat umfasst zehn Gemeinden, davon eine Stadtgemeinde, eine Stadt-und-Land-Gemeinde und acht Landgemeinden.

### Stadtgemeinde
- Łowicz

### Stadt-und-Land-Gemeinde
- Kiernozia

### Landgemeinden
- Bielawy
- Chąśno
- Domaniewice
- Kocierzew Południowy
- Łowicz
- Łyszkowice
- Nieborów
- Zduny